# Lepka podłoga
Lepka podłoga – termin opisujący zjawisko należące do szerszego problemu dyskryminacji na rynku pracy ze względu na płeć, mający zastosowanie głównie do statusu kobiet – pracownic. Używany jest do określenia sytuacji, w której nie istnieje lub rzadko istnieje możliwość awansu na wyższe stanowisko. Pracownice tkwią „przylepione” do obecnej funkcji, nie mając możliwości awansu i rozwoju zawodowego.
O ile zjawisko szklanego sufitu dotyczy przede wszystkim kobiet na wyższych stanowiskach i wykonujących pracę biurową, o tyle lepka podłoga dotyczy zwłaszcza zawodów o niskim statusie społecznym, takich jak np. krawcowa, sprzątaczka lub urzędniczka, które często są także silniej sfeminizowane, niż zawody umożliwiające normalną ścieżkę awansu. Szklany sufit wiąże się z barierami awansowymi dla kobiet (mimo istniejących ścieżek kariery), natomiast lepka podłoga zazwyczaj odnosi się do sytuacji, w których tych ścieżek kariery w ogóle brak.